# Стеттін (Вісконсин)
Стеттін (англ. Stettin) — місто (англ. town) в США, в окрузі Марафон штату Вісконсин. Населення — 2580 осіб (2020).

## Демографія
Згідно з переписом 2010 року, у місті мешкали 2554 особи в 999 домогосподарствах у складі 766 родин. Було 1057 помешкань
Расовий склад населення:
| - 96,7 % — білих - 2,1 % — азіатів - 0,2 % — корінних американців - 0,2 % — чорних або афроамериканців |

До двох чи більше рас належало 0,6 %. Частка іспаномовних становила 0,6 % від усіх жителів.
За віковим діапазоном населення розподілялося таким чином: 23,6 % — особи молодші 18 років, 61,7 % — особи у віці 18—64 років, 14,7 % — особи у віці 65 років та старші. Медіана віку мешканця становила 43,3 року. На 100 осіб жіночої статі у місті припадало 102,5 чоловіків;  на 100 жінок у віці від 18 років та старших — 100,4 чоловіків також старших 18 років.
Середній дохід на одне домашнє господарство  становив 109 200 доларів США (медіана — 75 188), а середній дохід на одну сім'ю — 130 387 доларів (медіана — 92 708). Медіана доходів становила 61 375 доларів для чоловіків та 42 443 долари для жінок. За межею бідності перебувало 2,4 % осіб, у тому числі 2,5 % дітей у віці до 18 років та 4,9 % осіб у віці 65 років та старших.
Цивільне працевлаштоване населення становило 1429 осіб. Основні галузі зайнятості: освіта, охорона здоров'я та соціальна допомога — 25,8 %, виробництво — 16,0 %, фінанси, страхування та нерухомість — 10,7 %, роздрібна торгівля — 8,6 %.